# Серадзское воеводство (1975—1998)
Серадзское воеводство (пол. województwo sieradzkie) — воеводство Польши, существовавшее в 1975—1998 годах.
Одно из 49 воеводств Польши, которые были упразднены в итоге административной реформы 1998 года. Занимало площадь 4868 км². В 1998 году насчитывало 411 500 жителей. Столицей воеводства являлся город Серадз, но крупнейший являлся город Здуньская-Воля.
После Административной реформы Польши (в действии с 1 января 1999 года) воеводство прекратило своё существование и полностью вошло в состав Лодзинского воеводства.

## Города
Города воеводства по числу жителей (по состоянию на 31 декабря 1998 года):
- Здуньская-Воля — 45 850
- Серадз — 45 529
- Велюнь — 25 697
- Ласк — 20 139
- Поддембице — 7984
- Дзялошин — 7002
- Варта — 3638
- Злочев — 3327
- Блашки — 2490
- Шадек — 2251